# 志免鉱業所

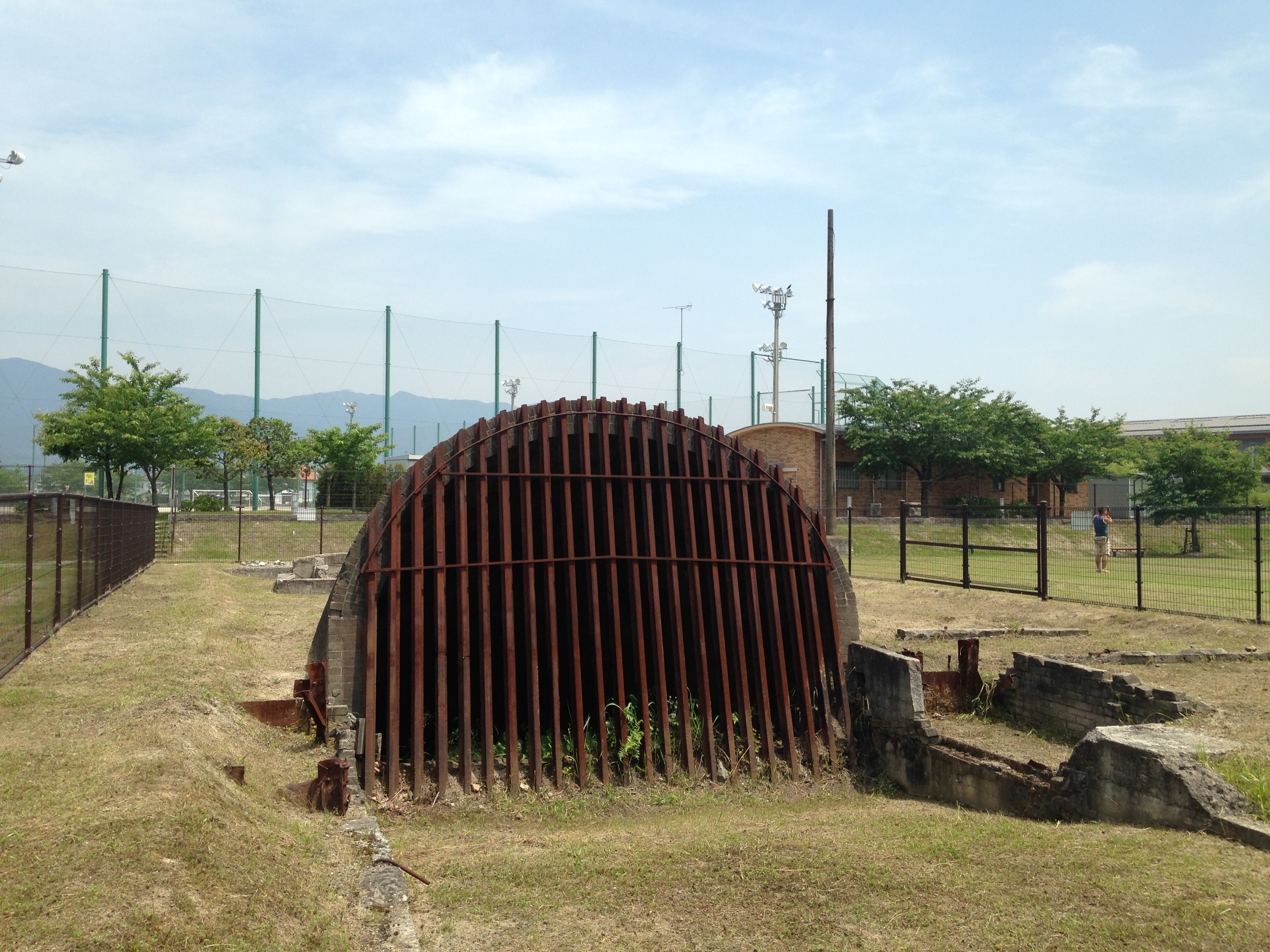
第八坑連卸坑口跡

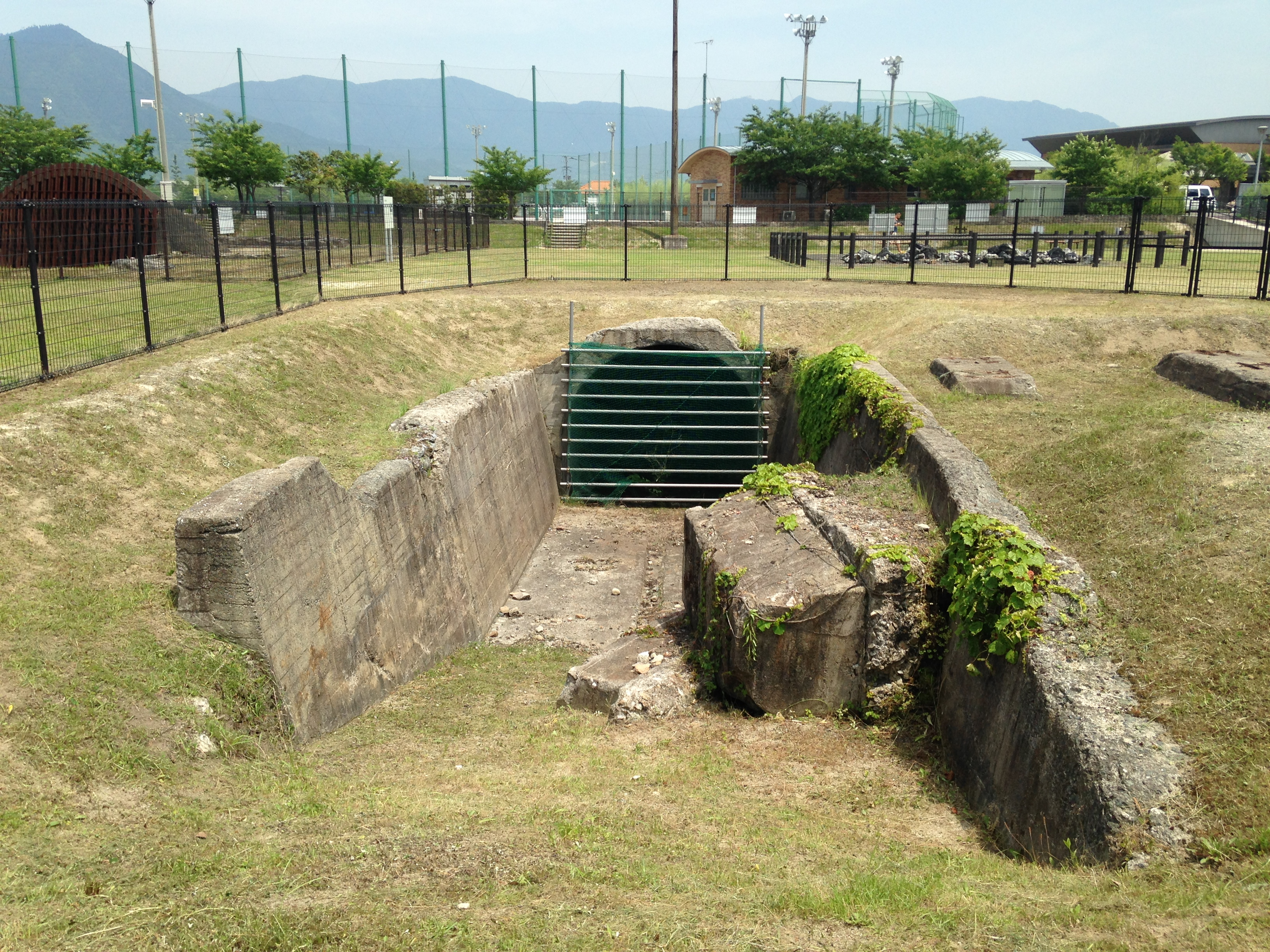
第五坑西側坑口跡

志免鉱業所（しめこうぎょうしょ）は、当初隣接する須惠町(当時須恵村)に、海軍が海軍予備炭山に指定した新原採炭所として開設して、第2次世界大戦後に国有鉄道に移管された、福岡県糟屋郡志免町から須惠町(一部粕屋町と宇美町に掛かる)にあった炭鉱である。 糟屋炭田（かすやたんでん）の炭鉱の一つ。志免炭鉱とも呼ばれる。
海軍の採掘開始から閉山にいたるまで終始国営であった日本国内唯一の炭鉱として知られる。戦後は日本国有鉄道の所有となり、アクセスは香椎線の貨物専用支線(旅石支線)と、勝田線の二つが接続していた。現在はどちらの路線も廃線となっている。1964年（昭和39年）閉山。
志免鉱業所竪坑櫓、第八坑連れ卸坑口、本卸坑ロ(斜坑)などの遺構が現在も残されている。2009年（平成21年）12月8日、竪坑櫓は文部科学省が重要文化財に指定した。付近の斜坑ロ等(第八坑本卸坑ロ、連れ卸坑ロ他)は、福岡県指定史跡に指定された。産業考古学会の推薦産業遺産認定を経て、文化庁が登録有形文化財に登録。現在重要文化財の指定は竪坑櫓だけではなく、第八坑扇風機坑口や第八坑排気坑口の二股排気風洞（風洞自体はその後解体）で使われていた水上飛行機（飛行艇）のプロペラを使った排気扇風機等の全ての残存施設が指定された。経済産業省の近代化産業遺産。

## 歴史

### 新原採炭所、海軍採炭所
志免鉱業所の歴史は、1889年（明治22年）、新原（しんばる、現・須恵町）に設立された新原採炭所となる海軍新原予備炭山に端を発する。新原採炭所は、当時の海軍艦艇の燃料であった石炭の確保を目的として、海軍自身によって開発された。
1888（明治21年）に新原の地が海軍予備炭山に指定され、翌年には第一坑（竪坑，深さ30㍍※特記以外は斜坑。以下同）及び第二坑（竪坑，深さ50㍍）が同地に開坑している。第一坑（竪坑）、第二坑（竪坑）、第四坑が新原（現・須恵町）に設けられ、第三坑は桜原（さくらばる、現・宇美町）に設けられた。現在JR新原駅近くに新原公園として整備され海軍炭鉱創業記念碑等が保存されている場所が第四坑（斜坑）の坑口と、初期の海軍炭鉱の本部庁舎跡地である。多くの石碑、技術者の胸像等が移築，移設されて展示公開されて居る。また、海軍時代の現物の資料、表札、鉱具、図面、一部国鉄移管後の立体地形図(炭層表示付き)等は、須惠町歴史民俗資料館(須惠町皿山公園内)に、保存公開展示されて居る。
志免において採掘が始められたのは、1906年（明治39年）、第五坑の採掘開始からである。その後も坑口の新設は続き、旅石（現・須恵町）の第六坑、志免町の第五坑補助坑(後に二重坑と改称)、第七坑、第八坑（※本卸はスキップ斜坑）、志免竪坑が設けられている。他粕屋町仲原、酒殿に排気坑口、酒殿に排気竪坑が開設。明治期の主力坑は主に新原に所在していたが、昭和初期までには第一坑から第三坑までの坑口は既に採掘を終えて閉鎖され、採炭の中心地は志免地区の坑口に移行していた。それに伴い事務所（庁舎）の位置も1929年（昭和4年）に新原から志免へと移転している。

### 日本国有鉄道
終戦後、海軍から国鉄へと事業が移管されると、正式名称についても志免鉱業所へと変更され、志免の名を冠するようになった。
戦前の海軍炭鉱時代より操業中の第五坑、第六坑、第七坑、二重坑が上層部を採掘し、第八坑が下層部を採掘して居たが、終戦時に開坑して居た立坑も操業を開始。一方坑口の統合も行われ第七坑と二重坑は第五坑に統合される。
他に仲原坑と酒殿坑が排気専用斜坑として開坑していた。立坑と第八坑の通気として酒殿排気立坑も開坑して居る。閉山後に酒殿排気立坑と酒殿坑の敷地が、研究訓練研修施設の九州鉱山保安センターに転用され、九州の各炭鉱は元より全国の炭鉱の職員が研修に訪れて居た。他に学校の見学にも応じて居た。
また、一旦閉坑した第四坑、第三坑は粗坑業者新栄鉱業㈱が契約し、国鉄に納入する条件で新栄新原炭鉱として採掘が行われた。
昭和30年代より国鉄鉄道路線の電化、内燃（ディーゼル）化の進展等の動力近代化計画によるエネルギー革命により赤字へ転落（昭和38年度はトンあたり▲1,830円の赤字）。また国は炭鉱のスクラップアンドビルドを進めていたが、志免は生産効率においてスクラップ基準に該当するものであった。
戦後復興を担っていた志免炭鉱だが、1950年代に入ると安価な海外炭の輸入が急増し、毎年数億円単位の巨額赤字を出していた。そのため国鉄が鉱業所の売却を決定し、志免鉱業所調査委員会が結成される。炭鉱払い下げは国鉄の合理化策の一環として決まったものだが、これに国労が猛反発、いわゆる「志免闘争」へ発展した。
1959年6月には、払い下げ準備のため石炭埋蔵量を調べようとした国鉄調査団を実力阻止し、警官隊と激しく衝突して双方が数十人単位の負傷者を出す流血騒ぎが発生した。更に、条件付きであれば国鉄側と売却についての交渉を行うことを容認していた、いわゆる”条件闘争派”に方針転換した一部組合員に対して国労志免支部の本部は裏切り行為と認定し、その組合員に対して集団リンチまがいの糾弾を行っていた。本部からの嫌がらせ行為から逃れるために転勤した組合員を、強引に連行するという拉致および監禁にも相当する行為も行われていた。
閉山後は、海軍が施工した施設であったため、当時の通商産業省の特殊法人である石炭鉱業合理化事業団が研修施設の建設をするので、譲渡してほしいと申し出があり、国有鉄道から無償譲渡が行われた。結局粕屋町内の酒殿立坑と酒殿排気坑の敷地に、九州鉱山保安センターが設置されるに留まり、設備と敷地は放置された。
そのうち志免町からは、設備を解体撤去して、返却する様に云う者が出始めると、解体業者を中心に解体を求め出した。特殊法人石炭鉱業合理化事業団は、新エネルギー総合開発機構に改組され経済産業省の独立行政法人、新エネルギー・産業技術総合開発機構(現在は国立研究開発法人)に再改組される。残存施設の価値が認められて、報道され始めると、志免町は、解体業者に委託して「志免立坑櫓等解体調査委託業務報告書」(内容は下記に別記．情報公開で発行可能)を1999年3月に発行し、住民に簡易版が配布される。
一部扇風機坑口が解体されると、学会が多数評価を出し、学会が現地開催されると、それまで黙って居た住民が「志免立坑櫓を生かす住民の会」等が立ち上がり、学会の評価の他に、文化庁から「登録有形文化財」、福岡県から「県指定史跡、文部科学省から「重要文化財」に指定された。、

## 年表

### 海軍時代
- 1888年（明治21年）
  - 1月 新原（しんばる、現・須恵町）が海軍により海軍予備炭山に指定される。
- 1889年（明治22年）
  - 1月 海軍より海軍技師を現地に派遣。
  - 7月 新原採炭所第一坑開坑 （竪坑。深さ約30m.櫓は木造。現･須恵町新原）。
  - 地元では｢新原炭鉱、海軍炭鉱｣と呼ばれるようになる。海軍時代は志免に移転後も、新原炭鉱と呼ばれていた。
  - 10月 新原採炭所第二坑開坑 （竪坑．深さ約50ｍ。櫓は木造．現・須恵町新原）。
  - 12月 新原（第一坑）に事務所開設。
- 1890年（明治23年）
  - 3月 新原採炭所官制発布 新原採炭所設立、佐世保鎮守府所管となる。
- 1893年（明治26年） 
  - 1月 第三坑開坑 （斜坑．現・宇美町桜原）。
- 1900年（明治33年）
  - 6月 第一坑、第二坑廃坑。
  - 8月　海軍採炭所官制発布，海軍採炭所に改称、海軍艦政本部に所属。
- 1901年（明治34年）
  - 9月5日～　海軍採炭所が糟屋郡桜原へ移転[7]。
  - 11月　第四坑開坑（斜坑．現･須恵町新原）。
- 1904年（明治37年）
  - 1月 博多湾鉄道　西戸崎〜須恵間開通（現･JR九州香椎線）。
- 1905年（明治38年）
  - 6月 博多湾鉄道　須恵〜新原間開通（同上）。
  - 11月　第三坑の作業を第四坑に合併。
- 1906年（明治39年）
  - 9月 第五坑開坑、（斜坑）志免村（現･志免町）での採炭を開始。
- 1909年（明治42年）
  - 7月 博多湾鉄道　酒殿〜志免間開通（後の旧国鉄香椎線旅石支線。1985年廃止）
  - 志免貨物取扱所として志免駅開業。後の東構内で廃止後の現在、コンクリート工場（※新日本コンクリート㈱国鉄のPC枕木；コンクリート枕木等の製造工場）や町道、スーパーマーケットなどに利用されている位置である。
- 1911年（明治44年）
  - 11月 第六坑開坑（斜坑。現・須恵町旅石）。
- 1912年（明治45年）
  - 4月 海軍煉炭製造所条例改正に伴い、大嶺炭田の海軍練炭製造所が採炭所の管轄下に入る。
- 1916年（大正 4年）
  - 3月 博多湾鉄道　志免〜旅石間開通（後の旧国鉄香椎線旅石支線.1960年廃止）。
- 1919年（大正 7年）
  - 4月 第七坑開坑（斜坑．現・志免町）（第五坑構内）。
- 1920年（大正 8年）
  - 3月 筑前参宮鉄道　吉塚〜筑前勝田間開通（後の国鉄勝田線、1985年廃止）新志免駅開業（※後の西構内。現在の志免鉄道公園の範囲で旅客ホームなど．戦時統合で西鉄になった時に志免駅として統合）
- 1921年（大正10年）
  - 4月 管轄組織名称が「海軍燃料廠　採炭部」に改称。呉鎮守府所管となる。
- 1923年（大正12年）
  - 3月 大嶺炭鉱の管轄を大蔵省に移管。
- 1929年（昭和 4年）
  - 10月 志免新庁舎落成。事務所を志免に移転。
- 1931年（昭和 6年）
  - 10月 第三坑採掘終了。
- 1935年（昭和10年）
  - 5月 第八坑開坑（斜坑。現・志免町）（第五坑構内）竪坑櫓（ドラム式の三井田川炭鉱の伊田竪坑の竪坑櫓)に似ている反転式スキップの櫓を擁し、国内では嘉穂町（現・飯塚市）の住友忠隈鉱業所（忠隈炭鉱）で使われていた事が判明している珍しい斜坑であった.
- 1937年（昭和12年）
  - 8月 第七坑坑内出水。
- 1938年（昭和13年）
  - 3月 第七坑下層採炭作業を休止。
  - 6月　第七坑ガス爆発事故　死者50名。
- 1941年（昭和16年）
  - 4月 管轄組織名称が第四海軍燃料廠に変更。
  - 4月 酒殿坑開坑（斜坑．現･粕屋町）
  - 7月 立坑開坑（竪坑．現･志免町）
  - 同年 竪坑櫓着工。
- 1943年（昭和18年）
  - 竪坑櫓完成．竪坑（地下部）本体掘削開始。
- 1945年（昭和20年）
  - 9月 第七坑坑内水害被災。竪坑（地下部）本体完成（鉄筋コンクリート捲き、深さ430m。地下水平坑道は壺下から15m上に設置。普通の竪坑は底部である壺下を、半球形状にコンクリートで建設するが、この海軍炭鉱の志免竪坑は、壺下の設計図が側壁のみがコンクリート建築の指示をされ、壺下の底部は土などの儘のように描かれていて、更に地下深く竪坑を伸ばせるように造られていた。
  - 11月 第四海軍燃料厰が内務省へと移管、まもなく大蔵省へと移管。

### 国鉄時代
- 1945年（昭和20年）
  - 12月 第四海軍燃料廠の管轄が運輸省へと移管、「運輸省門司鉄道局志免鉱業所」となる。
  - 通称で志免炭鉱と云われるようになる。
- 1946年（昭和21年） 
  - 5月 第八坑坑内火災発生。
  - 6月 志免庁舎火災により消失。
  - 12月 運輸省直轄となる。運輸省志免鉱業所へと改称。
- 1949年（昭和24年）
  - 3月 第七坑水害復旧。
  - 5月 新庁舎落成。
  - 6月 「日本国有鉄道志免鉱業所」に名称を変更。
- 1951年（昭和26年）
  - 12月 第四坑廃止。
- 1953年（昭和28年）
  - 5月 第六坑を第五坑へ統合。
- 1954年（昭和29年）
  - 11月 臨時公共企業体合理化審議会が鉱業所の売却を公式意見として答申。
- 1955年（昭和30年）
  - 11月 行政管理庁　第一回勧告（附帯事業の国鉄経営本体からの切り離し）。
- 1956年（昭和31年）
  - 1月 国鉄経営調査会答申（黒字化要求、本体からの切り離し、売却、合理化の選択を求める）。
- 1958年（昭和33年）
  - 4月 行政管理庁、第二回勧告（国鉄本体以外の資産の切り離しを勧告）。
  - 4月 志免鉱業所調査委員会（通称　青山委員会）発足および第一回の答申（国鉄からの切り離し）。
  - 7月21日 志免鉱業所調査委員会第二回答申（昭和33年内の切り離し　三井、住友、住友への事業譲渡）。
- 1959年（昭和34年）
  - 1月 運輸大臣，国鉄経営分離認可。
  - 6月6日 志免闘争最大の暴動が発生。急遽、志免炭鉱臨時調査団が構成され現地へと派遣。
    - 阿世賀輝雄国鉄労働組合志免支部委員長を筆頭に、当時の国鉄総裁と志免鉱業所調査委員会員の立ち入りを、座り込み等で阻み、当時の国鉄総裁と志免鉱業所調査委員会の委員たちが国労の座り込みによって現地に入れず。これによって小競り合いとなり県警機動隊が出動、国労側負傷者　主婦1名死亡、重傷1名、軽傷49名、警官側負傷者　重傷2名、軽傷80名、双方合わせ計132名が負傷。

  - 8月　志免炭鉱臨時調査団の調査結果が公表される。
  - 9月25日 払い下げの入札参加申請をしていた三井･三菱･住友の各社が参加を辞退。
- 1960年（昭和35年）　　　　　　　　　　　　　　　　　第六坑閉坑。香椎線旅石支線、志免～旅石廃線。旅石駅廃止。
- 1964年（昭和39年）
  - 6月30日 閉山。
  - 7月1日 本部事務の業務を日本国有鉄道志免炭鉱整理事務所へ名称変更。竪坑、竪坑櫓、斜坑、スキップ櫓などの施設は、通商産業省の特殊法人である石炭合理化事業団（後に組織の名称が略称をNEDOとする、通産省の特殊法人新エネルギー総合開発機構に改組され、後に省庁改編で経済産業省の特殊法人から独立行政法人と改組され、更に国立研究開発法人に改組された新エネルギー・産業技術総合開発機構となっている）に移管された。酒殿排気立坑と酒殿坑の敷地は、九州鉱山保安センターに転用され、研修研究施設が併設される。
- 1985年 (昭和60年)
  - 1月1日 香椎線旅石支線酒殿～志免廃止。
  - 4月1日 勝田線廃止。志免駅廃止。
- 1987年 (昭和62年)
  - 4月1日 日本国有鉄道の分割民営化に伴い日本国有鉄道志免炭鉱整理事務所が、特殊法人日本国有鉄道精算事業団志免炭鉱整理事務所に移管名称変更される。
- 1998年
  - 10月22日 日本国有鉄道精算事業団の廃止に伴い、日本鉄道建設公団志免炭鉱整理事務所に移管と名称変更される。
- 1999年　3月に志免町が解体業者の東亜建設技術㈱に調査委託した『志免立坑櫓等解体調査委託業務調査報告書』が発行され、住民に簡易版が配布された。
- 2010年
  - 九州鉱山保安センターが国内の炭鉱が略閉山された事で、残りの研修は三井松島リソーシスの池島鉱業所研修炭鉱、釧路コールマインに委譲されて廃止された。

## 歴代所長

### 新原採炭所
- 宮地忠久 大機関士（初代所長）：1896年1月17日 - 1899年11月8日
- （心得）藤沼牣 大機関士：1899年11月5日 - 1900年9月29日

### 海軍採炭所
- 山田猶之助 少佐：1900年9月16日 - 1903年8月31日
- 稲葉宗太郎 少佐：1903年8月26日 - 1905年4月8日
- 鈴木富三 機関大佐：1905年4月8日 - 1910年6月7日
- 室田魁 主計中監：1910年6月6日 - 1912年6月3日
- 山崎位 主計中監：1912年6月3日 -1915年3月5日
- 徳永晃 主計中監：1915年2月27日 - 1918年11月19日
- 秋葉鉱太郎 主計大監：1918年11月21日 - 1919年12月17日
- 宇土兵蔵 主計大佐：1919年12月13日 - 1921年3月27日

### 海軍燃料廠採炭部
- 宇土兵蔵 主計少将（初代部長）：1921年3月28日 - 1921年12月17日
- 斎藤芳太郎 主計少将：1921年12月15日 - 1922年11月15日
- 橋爪修蔵 主計大佐：1922年11月15日 - 1923年12月3日
- 服部正之 主計大佐:1923年12月4日‐1924年12月13日
- 棚町五十吉 主計大佐：1924年12月10日 - 1925年11月27日
- 淡輪敏雄 主計大佐：1925年11月26日 - 1927年4月21日
- 長田正義 主計大佐：1927年4月21日 - 1929年12月21日
- 元松直人 主計大佐：1929年12月9日 - 1932年12月12日
- 大束建夫 主計大佐：1932年12月10日 - 1935年10月18日
- 金谷隆一 主計大佐：1935年10月18日 - 1937年12月18日
- 加納金三郎 主計大佐：1937年12月18日 - 1938年11月21日
- 片岡覺太郎 主計少将：1938年11月21日 - 1941年3月31日

### 第四海軍燃料廠
- 上田儀右衛門 機関大佐（初代第四海軍燃料廠長）：1941年4月1日 - ?
- 倉富朋五郎 大佐：？ｰ？
- 猪俣昇 技術大佐→技術少将：? - 1945年11月

### 運輸省門司鉄道局志免鉱業所
- 猪俣昇（嘱託,初代所長）：1945年12月 - 1946年12月

### 運輸省志免鉱業所
- 高井軍一：1946年12月 ‐ 1949年7月

### 日本国有鉄道志免鉱業所
- 竹内谷雄：1949年8月 ‐ 1951年8月
- 有川董勤：1951年8月 ‐ 1953年11月
- 平出彬：1953年11月 ‐ 1955年10月
- 久留義恭：1955年10月 ‐ ?

## 現在
先に閉坑した新原地区は，旧本部庁舎跡と第4坑の跡の敷地に海軍炭鉱創業記念碑，海軍炭鉱創業記念史碑，第3坑の坑口の石組，第2竪坑の記念碑，炭鉱の鉱山の神（祠），海軍功労者萩尾善次郎技師胸像等をまとめた新原公園として公開されて居る。他の資料は、須惠町歴史民俗資料館(皿山公園内)に海軍時代の表札、国鉄時代の地形と炭層の立体地形図等の多くが展示公開されて居る。
最後まで採掘した部分は、石炭合理化事業団⇨新エネルギー・産業技術総合開発機構(NEDO)が閉山後永らく放置していたが、志免町が解体業者の東亜建設技術㈱に委託して“志免竪坑櫓解体委託業務調査”が町で行われ報告書
「『志免立坑櫓等解体調査委託業務報告書』
総合評価：目視では下層階老朽化が激しく、初期の耐荷性は無い。耐震性も無く早急に解体する必要がある。
保存する場合、強度面から補強する必要がある。現状維持は難しいため、大掛かりな対策が必要である。
補強の必要が無い場所も、コンクリートの施工不良箇所と鉄筋の被り不足箇所が多く、コンクリートの劣化が進行し中性化。
コンクリートの欠損部、鉄筋腐食部の補修、コンクリート中性化の防止が必要である。
費用は解体する場合は3億4千万円に対し、保存する場合の補修費用は3億6千万円が掛かる。更に長期維持管理費用が年々嵩む事になる。
以上、保存方法がないわけではないが、原形保存は難しい。保存する場合は、解体費用よりはるかに莫大な費用が発生する。他に維持管理費用が年々嵩む事になる。保存目的が何かで評価は別れる。
結論
⑴公共施設使用は難しい。
⑵観光資源の利用には、費用が多すぎる。
⑶歴史遺産・文化財の評価はないと考える。
⑷経済的に投資効果はないと考える。
1999年3月。志免町委託・受託東亜建設技術㈱」
が出されて、住民に簡易版が配布されると、地元九州産業考古学会、産業考古学会、土木学会、日本産業技術史学会、日本建築学会、北海道産業考古学会、東京産業考古学会、鉱山研究会などから次々と保存要望がなされ、地元志免町において日本産業技術史学会の志免大会や、九州産業考古学会などのシンポジウムが複数回にわたり開催され、さらに2003年に北海道赤平市で開催された第6回国際鉱山ヒストリー会議赤平大会において、本鉱業所に関する複数の発表がなされた上、著名な日本国外在住の海外の学者(ロジャー・バート会長:イギリスエクセター大学教授他)が、第6回国際鉱山ヒストリー会議赤平大会の終了後に本鉱業所跡へ立ち寄り、残存施設(海軍建設である志免立坑櫓、第8坑斜坑ロ:連れ卸，本卸、扇風機坑ロと機械棟、硬山他等)を絶賛したことと、鉱業所動力職場(石炭火力発電所)跡地に建てられた志免町総合福祉施設シーメイトに於いて、日本産業技術史学会の志免大会が公開で開催された事から、地元の保存会（志免立坑櫓を護る住民の会他）も立ち上がり残存施設の保存が実現した。現在敷地の西半分の立坑櫓、斜坑ロが残存して居た敷地は、設備の文化財指定を切っ掛けに整地整備されて、設備の補修も行われて解説表示版も設置。立坑櫓のライトアップ用の照明も設置された(定期的にライトアップが実施されて居る)。東半分の動力職場跡地と、水上飛行機(飛行艇)のプロペラーを転用した扇風機坑口と機械棟は、遺跡調査を行ったあとに解体されて、バス通りと、大半が志免町の福祉施設が建設され、児童公園と、スポーツグラウンドとなっている。
竪坑櫓は土木学会A評価、産業考古学会の推薦産業遺産に認定されたのち、経済産業省の近代化産業遺産として大臣認定をされ、文化庁から登録有形文化財への登録を経て、文部科学省から国の重要文化財に指定された。重要文化財に指定されたことで文部科学省から、保存に向けた補助金も給付され修繕が行われた。斜坑ロ(第8坑連卸坑ロ，第8坑本卸坑ロ)等のその他の残存施設も福岡県指定史跡に指定され、全体的に整備された。発掘された斜坑扇風機坑口の、水上航空機プロペラー羽根転用の、坑道排風機等も、重要文化財に指定され、志免町産業遺産収蔵庫に収納展示されて居る。
志免立坑櫓等解体調査委託業務報告書では、文化財的価値、観光資源的価値等がないと報告された。しかし、学会、国の機関である文化庁、文部科学省から、福岡県から登録有形文化財、重要文化財、福岡県指定史跡に順次指定されたことで、価値が証明されて居る。更に書籍とSNSの観光ガイドで案内され、実際に多くの観光客が志免鉱業所跡地の立坑櫓周辺に訪れて居る事が、SNS（じゃらん等）の感想に記載されて居る事で、証明されて居る。
報告書で、櫓は老朽化して，耐震性も無いので，早急の解体が求められるとされた。だが，活断層の警固断層が福岡県西方沖地震を発生させたが，堅牢性も認められた。

現地への交通
新原地区（主に旧海軍時代の遺産）へは
JR香椎線新原駅が間近。他、西鉄バスの新原バス停留所降車。福岡空港前から系統番号⑵新原経由宇美営業所前行き。系統番号(36)　天神 (福岡市)から吉塚駅東ロ、扇橋、新原経由、宇美営業所前行き。
須惠町歴史民俗資料館(皿山公園)へは、JR香椎線須惠中央駅間近(須惠町役場：180m徒歩3分）から西鉄バス佐谷行き、老人ホーム前降車。1200m徒歩15分。または駅から須惠町福祉センター前へ400m徒歩5分より、須惠町コミュニティバス　一番田ｰ上須惠線利用。皿山公園前降車目前。
志免竪坑櫓地区（旧海軍時代と，国鉄移管後の現地現物遺産）へは
JR香椎線酒殿駅、須惠駅から徒歩15分。
西鉄バスは福岡空港前から系統番号⑶新原経由宇美営業所前行き東公園台2丁目直ぐ脇。系統番号(37)志免経由四王寺坂行き下志免降車。徒歩10分。
JR博多駅から系統番号(32)別府、志免経由原田橋、宇美営業所前方面行き、系統番号(37)福岡空港前、志免経由、四王寺坂行き、及び、
天神 (福岡市)から系統番号(32)博多駅、志免経由原田橋、宇美営業所前方面行き、系統番号(34)吉塚駅東ロ、志免経由、原田橋、宇美営業所前方面行きで下志免降車。徒歩10分。
※西鉄バスでは系統番号を、’行き先番号’と案内している。一般的に系統番号と表記した。
※須惠町役場より、新原公園等駐車場が無いので、公共交通を利用される事が云われて居る。志免町の駐車場には駐車可能ですから、JR香椎線に乗車されて、須惠町の施設を見学されるとよい。JR香椎線自体海軍炭鉱の石炭を運搬するために敷設された鉄道です。須惠町役場の担当者は、自家用車利用の場合は、志免町の駐車場に自家用車は駐めておき、立坑櫓から酒殿駅、須惠駅へ行き列車に乗車され須惠中央駅、新原駅にお越し下さい。と案内している。

## 遺構
- 旧志免鉱業所竪坑櫓（海軍施工：国の重要文化財。志免町所在）。
- 斜坑扇風機坑発掘水上航空機プロペラー転用排風機等（海軍施工品：国の重要文化財。志免町産業遺産収蔵庫所収）。
- 斜坑口（第八坑本卸坑口，第八坑連卸坑口：県指定史跡。志免町所在）。
- 国有鉄道志免鉱業所記念碑（志免東公園脇。志免町所在）。
- 国有鉄道志免鉱業所桜ヶ丘運動場跡（志免東公園。志免町所在）。
- 西原硬山（ぼた山：綺麗な峰の形状を遺す、貴重な硬山。須惠町所在）。
- 新1号硬山，新2号硬山（ぼた山：国鉄が練炭業者に販売，東海道新幹線東京ｰ新大阪間の盛土高架の基剤として使用：志免町所在）
- 水洗硬山（ぼた山：国鉄が練炭業者に販売，東海道新幹線東京ｰ新大阪間の盛土高架の基剤に使用．一部粕屋町が下水処理場建設：粕屋町所在）
- 海軍炭鉱旧本部庁舎跡（新原公園、海軍炭鉱創業記念碑、海軍炭鉱創業記念史碑、第2竪坑記念碑(移設)、第3坑ロ石組(移築)、鉱山神社の祠(山の神)、海軍功労者萩尾善次郎技師胸像等。須惠町所在）。
- 海軍炭鉱表札(実物)、国有鉄道志免鉱業所立体地形炭層表示(実物)、採掘機材(実物)各種展示（須惠町歴史民俗資料館(皿山公園内)所収。須惠町所在）。
- 須惠ダム。鉱業所が、鉱害の保証に建設した、日本一小さいアーチ形ダム。（須惠町所在）